# Dytiscus carolinus
Dytiscus carolinus là một loài bọ cánh cứng trong họ Bọ nước. Loài này được Aubé miêu tả khoa học năm 1838.